# 散江村
散江村（日语：／ Chirie mura */?）是日本統治下的樺太廳的一個已不存在的村。
名稱來自於阿伊努語的「cir-wa-sam」（有鳥的海岸的旁邊）。